# Paracrinia haswelli
Paracrinia haswelli es una especie de anfibio anuro de la familia Myobatrachidae y única representante del género Paracrinia.

## Distribución geográfica y hábitat
Es endémica del sudeste de Australia. Su rango altitudinal oscila entre 50 y 700 m s. n. m..

## Estado de conservación
Se encuentra amenazada por la pérdida de su hábitat natural.